# قلب أسود (فلم)
قلب أسود دراما رعب مصري من إنتاج سنة 2018. الفيلم من إخراج وائل عبد القادر، وتأليف 	
مصطفى عامر، وإنتاج محمود عادل، ومن بطولة أحمد هارون، وبسمة الغيطاني، ونهال عنبر، ومراد فكري صادق، وشيما الحاج.

## ملخص القصة
- شهاب عبد العزيز (أحمد هارون) رجل أعمال فاسد، يقوم بجمع ثروته بطرق غير مشروعة، وتنتابه الشكوك حول سلوك زوجته فيقرر الانفصال عنها، ثم يختفي من الحياة في ظروف غامضة، حتى تعلم أسرته أنه توفى إثر حادث، وخلال الأحداث تعود روحه لتطارد زوجته، وأسرته في قالب مرعب ومشوق.

## طاقم التمثيل
- أحمد هارون
- بسمة الغيطاني
- نهال عنبر
- مراد فكري صادق
- شيما الحاج
- حسن عبد الفتاح
- نادية العراقية
- مصطفى عامر
- شيماء الصياد
- أشرف طلبة
- رحاب رسمي
- طاهر بدر
- سحر عبد الحميد
- فتحي سعد
- مصطفى درويش

## الإنتاج
- كتب مصطفى عامر قصة الفيلم، وكان الفيلم من إخراج وائل عبد القادر. المنتج محمود عادل.